# Journal of the International Phonetic Association
Le Journal of the International Phonetic Association (« Journal de l’Association phonétique internationale »), en abrégé JIPA, est une revue de linguistique publiée trois fois par an par l’Association phonétique internationale. Elle est créée en 1886 avec le titre Dhi Fonètik Ticer publié en anglais, et devient, en janvier 1889, Le Maître phonétique (imprimé en API : /lə mɛːtrə fɔnetik/) et est publié avec des articles principalement en français, anglais et allemand. En 1971, elle est renommée avec son titre actuel, et depuis est publiée en anglais. La revue est publiée par Cambridge University Press, dirigée par Amalia Arvaniti assistée de Jelena Krivokapić, Alexis Michaud et Christine Mooshammer.